# American College of Radiology
Das American College of Radiology (ACR) ist eine im Jahr 1923 gegründete, nicht-gewinnorientierte Vereinigung von Medizinern, bestehend aus Radiologen, Bestrahlungsspezialisten und  Ärzten. Seinen Sitz hat das College in Reston (Virginia), USA. Weitere Geschäftsstellen bestehen in Philadelphia, Pennsylvania und Washington, D.C. Die Zeitschrift The Journal of the American College of Radiology (JACR) wird vom College herausgegeben.
Der Verband ist die Zertifizierungsstelle für Mammografie der USA. Der Mammography Quality Standards Act des Jahres 1992 verlangt, dass alle Personen, die in den Vereinigten Staaten Mammografien durchführen, eine Zertifizierung nachweisen können.
ACR zertifiziert ebenfalls Geräte für Magnetresonanztomographie, gibt entsprechende Richtlinien heraus. Da außerhalb der USA nicht überall Standards bestehen, werden die Richtlinien des ACR auch in anderen Ländern angewandt.
Derzeit hat der Verband über 35.000 Mitglieder. Präsident ist John A. Patti.